# ناحية سعد آباد (مقاطعة دشتستان)
ناحية سعد آباد (بالفارسية: بخش سعدآباد) هي ناحية في مقاطعة دشتستان التابعة لمحافظة بوشهر في إيران. في تعداد عام 2006، كان عدد سكانها 31,928 نسمة في 6,772 عائلة. فيها مدينتان: سعد آباد ومدينة وحدتية. وفيها قسمان ريفيان: قسم وحدتية الريفي وقسم زيرراه الريفي.